# Hram
U svojem osnovnom značenju, hram je građevina posvećena nekom božanstvu, namijenjena obavljanju religijskih obreda. Često se, u raznim religijama, sam hram smatra božjim staništem, u koje samo izuzetno ulaze visoki svećenici, a obredi se vrše ispred hrama.
Općenito, riječ "hram" može označavati bilo kakvo mjesto bogoslužja. Obično označava samo velike, osobito značajne građevine. Riječ bogomolja načelno je sinonim, ali postoje razlike u upotrebi. U starijoj hrvatskoj literaturi ponekad se koristi i riječ templ (od latinskog templum).
Riječ "hram" obično se ne koristi za kršćanske i muslimanske bogomolje (crkva, džamija), kao ni za židovske sinagoge, osim kada se zbirno govori o "hramovima" raznih religija.

## Porijeklo riječi
Riječ potiče od praslavenskog *horm, te po pretpostavci od indoeuropskog *skormo- (starovisokonjemački: scirm=zaklon,  sanskrtski: carman=koža).

## Sekundarna značenja
Retorski, izrazom hram, ali naravno ne i "bogomolja", označava se vrlo važno mjesto neke djelatnosti gdje se nalazi ili stječe najvažnije ili najljepše što ona stvara, "Louvre je hram umjetnosti", "Košarkaški dom Dražen Petrović je hram košarke". Ponekad se koristi u pogrdnom smislu, kada se podrazumijeva pretjerano, grandomansko ili čak svetogrdno štovanje, "U Wall Streatu se nalaze hramovi novca".
U starih hrvatskih pisaca i u dijalektalnoj upotrebi riječ "hram" javlja se katkad u značenjima: velika kuća, dvor, spremište za poljoprivredne proizvode.

## Židovski Hram
Kod Židova, strogi monoteizam uključuje mogućnost postojanja samo jednog hrama posvećenoj Jahvi, onog u Jeruzalemu; uobičajena mjesta bogoslužja nazivaju se sinagoga. U židovskoj povijesti govori se o razdoblju prvog hrama, sagrađen u doba kralja Salomona u 10. st. pr. Kr., a razoren kada je babilonski kralj Nabukodonosor II. osvojio Jeruzalem 587. pr. Kr.; i razdoblju drugog hrama, sagrađen 515. pr. Kr, razoren 70.. Židovi vjeruju da će Hram biti ponovno obnovljen tek u doba dolaska Mesije.

## Počeci gradnje hramova
Gradnja hramova počinje još u mlađem kamenom dobu (neolitik), a postaje intenzivnija u bakarnom i brončanom dobu. Postojanje velikih hramova, građenih od trajnih materijala kao što su kamen ili opeka, smatra se jednim od značajki civilizacije. Hramske građevine pojavljuju se u prvim velikim selima i gradovima Bliskoga istoka od 6. tisućljeća pr. Kr.

### Saharski "Stonehenge"
Oko 1990. godine, blizu mjesta Nabta u Sahari pronađeni su ostatci kamene građevine koja potiče iz razdoblja oko 5000. do 4500. pr. Kr. Ovo je najstariji dosada poznati kameni hram, dvije tisuće godina stariji od egipatskih piramida. »Lokalitet podsjeća na britanski Stonehenge, odnosno prepoznaju se u krugu poslagani megaliti koji su služili kao astronomski orijentir. Položaj megalita od kojih su neki visoki i do tri metra orijentirana je prema zenitu Sunca u ljetnom solsticiju, a američki stručnjaci koji su počeli s istraživanjem lokaliteta tvrde da je ovaj prastari "opservatorij" precizniji od poznatog Stonehengea u Wiltshireu. To potvrđuje teorije onih egiptologa koji tvrde da su Egipćani već u pretpovijesti poznavali kretanja zvijezda. Mnogo je onih koji misle da se sveukupna rana mitologija i religija starog Egipta temelje na astralnim događajima. U doba kada je hram sagrađen to je područje vjerojatno još bilo plodna savana, ili barem na rubu plodnog područja. Područje Sahare bilo je većim dijelom vrlo plodno od 8000. do 3000. pr. Kr. Kako se pustinja širila, Nil je postajao pitomiji, pa je dio tamošnjeg stanovništva naselio dolinu Nila i tu izgradio civilizaciju.

### Hramovi kamenog i bakrenog doba u Europi
U Europi se početkom 3. tisućljeća pr. Kr. pojavljuju velike kamene građevine kao što je slavni Stonehenge u Engleskoj, s kamenim blokovima (dolmeni) raspoređenim u krug. Vjerojatno je služio za astronomska promatranja povezana s utvrđivanjem kalendara, ali svakako i s religijom i bogoštovljem, o čijim se detaljima samo nagađa. U isto doba sagrađen je i manje popularni Carnac u Francuskoj, gdje su kameni blokovi svrstani u aleje.
Gradnja takvih zajedničkih građevina namijenjenih bogoštovlju prestaje u Europi oko 1500. pr. Kr, kada u prvi plan dolazi štovanje vođa, kojima se grade velike grobnice, tumulusi.

### Hramska privreda Sumera
Najstarija civilizacija na svijetu razvila se u drugoj polovini 4. tisućljeća u Sumeru, južnom dijelu Mezopotamije. Hram, koji postupno razvija karakteristični oblik zigurata, bio je ne samo stanište bogova, nego i središte ekonomskog života i političke moći; modernim riječnikom možemo govoriti o centralnoplanskoj, etatističkoj privredi, i o teokratskoj vladavini. Grad se smatra "vlasništvom" božanstva-zaštitnika, u čije ime upravljaju kralj i svećenici.
Najveći grad prvog uzleta civilizacije bio je Uruk, koji se krajem 4. tisućljeća pr. Kr, po nekim procjenama protezao na 400 hektara, kao Rim u prvom stoljeću pr. Kr. U sjedištu grada bio je veliki hram posvećen boginji Inanni. U njegovim zidinama postojale su desetine stanova u kojima su stanovali vladar s obitelji, svećenici i upravitelji, te prostorije za vođenje upravnog i gospodorskog života.
»Središte svekolika života (…) u Sumeru bijaše hram boga grada-države. U krugu hrama bile su staje i obori, tamo su se strigle ovce, bile su tu klaonice, pivnice i pekare, radionice i trgovački arhiv, i skladišta najraznovrsnije robe. Iz jednih su skladišta poljoprivrednici uzimali plugove, motike, tegleću stoku, sjemenje, stočari stoku i stočnu hranu, trgovci donosili, a obrtnici uzimali sirovine; a u druga su skladišta opet svi donosili gotove proizvode.« (Kale, str. 43) »Zapisi o poslovanju hramova iz oko 2300 g. pr. Kr. pokazuju da je najmanje 1200 ljudi bilo zaposleno u jednom hramu posvećenom nekoj beznačajnoj božici.« (Millard, str. 64)
Postupno, tijekom 3. tisućljeća, vlast svećenstva opada, dok raste autonomna moć kralja, koji je i najviši svećenik, koji se oslanja na "sekularnu" administraciju.  Njihovu ekonomsku moć također potkopava uspon privatne inicijative u poljoprivredi (zakupništvo), zanatstvu i trgovini. (Npr. Kramer, str. 61, o ekonomiji Lagaša sredinom 3. tisućljeća pr. Kr.)